# Canal de Devolución Colbún
El canal de Devolución Colbún es creado como canal de devolución de aguas del complejo hidroeléctrico Colbún-Machicura, la parte de canalización del lago sigue por la mayoría la trayectoria de este canal que sirve de regadío y devolución de aguas a canales más pequeños pero con importancia, su acceso de recinto es privado y tiene una hondura muy grande lo que prohíbe que se desborde mucho, sus aguas son calmadas y con un sinfín de canales afluentes desemboca en el Lago Colbún canalizado y nace en el Lago Colbún, es el canal más ancho de la VII Región del Maule,y más bien conocido como embalse Colbún por los lugareños. La zona de Santa Ana de Queri sus orillas sirven para caminar.

## Nota
- No debe confundirse con el colonial canal Colbún de regadío en haciendas del lugar.
- Ni tampoco debe confundirse con el pequeño embalse norte y el mismo Lago.

- Datos: Q5746802